# Kanton Bagnères-de-Bigorre
Kanton Bagnères-de-Bigorre (francouzsky Canton de Bagnères-de-Bigorre) je francouzský kanton v departementu Hautes-Pyrénées v regionu Midi-Pyrénées. Tvoří ho 19 obcí.

## Obce kantonu
- Antist
- Argelès-Bagnères
- Astugue
- Bagnères-de-Bigorre
- Banios
- Bettes
- Cieutat
- Hauban
- Labassère
- Lies
- Marsas
- Mérilheu
- Montgaillard
- Neuilh
- Ordizan
- Orignac
- Pouzac
- Trébons
- Uzer